# Danh sách cầu thủ tham dự Cúp Vàng CONCACAF 1993

## Bảng A

### Honduras
Huấn luyện viên: Julio González Montemurro
| 0#0 | Vị trí | Cầu thủ               | Ngày sinh và tuổi | Câu lạc bộ |
| --- | ------ | --------------------- | ----------------- | ---------- |
| 2   |        | Gustavo Calix         |                   |            |
| 3   |        | Pastor Martínez       |                   |            |
| 4   |        | Juan Francisco Castro |                   |            |
| 5   |        | Erick Fu Lanza        |                   |            |
| 6   |        | Mateo Benedic Ávila   |                   |            |
| 7   |        | Eugenio Dolmo Flores  |                   |            |
| 8   |        | Juan Carlos Espinoza  |                   |            |
| 9   |        | Carlos Pavón          |                   |            |
| 10  |        | Luis Enrique Calix    |                   |            |
| 11  |        | Nicolás Suazo         |                   |            |
| 12  |        | Tomás Rochez          |                   |            |
| 13  |        | Wilmer Cruz           |                   |            |
| 14  |        | José García           |                   |            |
| 15  |        | Víctor Garay          |                   |            |
| 16  |        | Alex Pineda           |                   |            |
| 17  |        | José Ulloa            |                   |            |
| 18  |        | Giovanni Gayle        |                   |            |
| 19  |        | Eduardo Bennett       |                   |            |

### Jamaica
Huấn luyện viên: Carl Brown
| 0#0 | Vị trí | Cầu thủ           | Ngày sinh và tuổi | Câu lạc bộ                 |
| --- | ------ | ----------------- | ----------------- | -------------------------- |
| 1   | TM     | Warren Barrett    |                   | Violet Kickers             |
| 2   | HV     | Barrington Gaynor |                   | Alderson Broaddus Battlers |
| 3   | HV     | Dean Sewell       |                   | Constant Spring            |
| 4   | HV     | Linval Dixon      |                   | Clarendon College          |
| 7   | HV     | Anthony Corbett   |                   | Hazard United              |
| 8   |        | Byron Earle       |                   |                            |
| 9   | TĐ     | Paul Davis        |                   | Seba United                |
| 10  |        | Donald Hewitt     |                   |                            |
| 11  |        | Winston Anglin    |                   |                            |
| 12  |        | Roderick Reid     |                   |                            |
| 15  |        | Desmond Smith     |                   |                            |
| 16  |        | Walter Boyd       |                   |                            |
| 17  |        | Ifidel Hamilton   |                   |                            |
| 18  |        | Héctor Wright     |                   |                            |
| 20  |        | Anthony Dennis    |                   |                            |
| 21  |        | Durrent Brown     |                   |                            |
| 23  |        | Devon Jarrett     |                   |                            |

### Panama
Huấn luyện viên: Saúl Suárez
| 0#0 | Vị trí | Cầu thủ              | Ngày sinh và tuổi | Câu lạc bộ |
| --- | ------ | -------------------- | ----------------- | ---------- |
| 1   |        | Ricardo James        |                   |            |
| 3   |        | José Alfredo Poyatos |                   |            |
| 4   |        | Jesús Julio          |                   |            |
| 5   |        | Franklin Delgado     |                   |            |
| 6   |        | Jorge Méndez         |                   |            |
| 8   |        | Armando Dely Valdés  |                   |            |
| 9   |        | René Mendieta        |                   |            |
| 11  |        | Pércival Piggott     |                   |            |
| 15  |        | Rogelio Clarke       |                   |            |
| 16  |        | Neftalí Díaz         |                   |            |
| 17  |        | Agustín Castillo     |                   |            |
| 18  |        | Rubén Atencio        |                   |            |
| 20  |        | Erik Bernal          |                   |            |
| 21  |        | Frank Lozada         |                   |            |

### Hoa Kỳ
Huấn luyện viên: Bora Milutinovic
| 0#0 | Vị trí | Cầu thủ           | Ngày sinh và tuổi | Câu lạc bộ           |
| --- | ------ | ----------------- | ----------------- | -------------------- |
| 1   | TM     | Tony Meola        |                   | U.S. Soccer          |
| 2   | HV     | Mike Lapper       |                   | U.S. Soccer          |
| 3   | HV     | John Doyle        |                   | Örgryte              |
| 4   | HV     | Cle Kooiman       |                   | Cruz Azul            |
| 5   | TV     | Thomas Dooley     |                   | 1. FC Kaiserslautern |
| 6   | TV     | John Harkes       |                   | Sheffield Wednesday  |
| 7   | TV     | Mark Chung        |                   | U.S. Soccer          |
| 8   | HV     | Dominic Kinnear   |                   | San Jose Hawks       |
| 9   | TV     | Tab Ramos         |                   | Real Betis           |
| 10  | HV     | Peter Vermes      |                   | Figueres             |
| 11  | TĐ     | Eric Wynalda      |                   | 1. FC Saarbrücken    |
| 13  | TV     | Cobi Jones        |                   | U.S. Soccer          |
| 14  | TĐ     | Joe-Max Moore     |                   | U.S. Soccer          |
| 15  | HV     | Desmond Armstrong |                   | U.S. Soccer          |
| 17  | TĐ     | Roy Wegerle       |                   | Coventry City        |
| 18  | TM     | Brad Friedel      |                   | UCLA Bruins          |
| 19  | TV     | Chris Henderson   |                   | U.S. Soccer          |
| 20  | HV     | Janusz Michallik  |                   | Gremio Lusitano      |
| 21  | TV     | Fernando Clavijo  |                   | U.S. Soccer          |
| 22  | HV     | Alexi Lalas       |                   | U.S. Soccer          |

## Bảng B

### Canada
Huấn luyện viên: Bob Lenarduzzi
| 0#0 | Vị trí | Cầu thủ           | Ngày sinh và tuổi | Câu lạc bộ          |
| --- | ------ | ----------------- | ----------------- | ------------------- |
| 1   | TM     | Craig Forrest     |                   | Ipswich Town        |
| 2   | HV     | Frank Yallop      |                   | Ipswich Town        |
| 3   | HV     | Enzo Concina      |                   | Forlì               |
| 4   | TV     | Nick Dasovic      |                   | Croatia Zagreb      |
| 5   | HV     | Randy Samuel      |                   | Fortuna Sittard     |
| 6   | HV     | Colin Miller      |                   | Hamilton Academical |
| 7   | TV     | John Limniatis    |                   | Panetolikos         |
| 8   | TV     | Lyndon Hooper     |                   | Toronto Blizzard    |
| 9   | TĐ     | Alex Bunbury      |                   | Marítimo            |
| 10  | TV     | Geoffrey Aunger   |                   | Vancouver Whitecaps |
| 11  | TĐ     | Roderick Scott    |                   | Dallas Sidekicks    |
| 12  | TĐ     | Paul Peschisolido |                   | Birmingham City     |
| 13  | TĐ     | Niall Thompson    |                   | Crystal Palace      |
| 14  | TĐ     | Domenic Mobilio   |                   | Dundee              |
| 15  | TĐ     | Eddy Berdusco     |                   | Toronto Blizzard    |
| 17  | HV     | Paul Fenwick      |                   | Birmingham City     |
| 18  | TM     | Pat Onstad        |                   | Winnipeg Fury       |

### Costa Rica
Huấn luyện viên: Álvaro Grant MacDonald
| 0#0 | Vị trí | Cầu thủ             | Ngày sinh và tuổi | Câu lạc bộ |
| --- | ------ | ------------------- | ----------------- | ---------- |
| 1   | TM     | Erick Lonnis        |                   |            |
| 2   |        | Reynaldo Parks      |                   |            |
| 3   |        | Luis Marín          |                   |            |
| 4   |        | Erick Mata          |                   |            |
| 5   |        | Adolfo Rojas        |                   |            |
| 6   |        | Javier Delgado      |                   |            |
| 7   |        | Michael Myers       |                   |            |
| 8   |        | Giancarlo Morera    |                   |            |
| 9   |        | Roy Meyers          |                   |            |
| 10  |        | Juan Cayasso        |                   |            |
| 11  |        | Carlos Luis Castro  |                   |            |
| 12  |        | Johnny Murillo      |                   |            |
| 13  |        | José Alberto Solano |                   |            |
| 14  |        | Floyd Gutrie        |                   |            |
| 15  |        | Sergio Morales      |                   |            |
| 16  | TM     | Alexis Rojas        |                   |            |
| 17  |        | Maximillian Peynado |                   |            |
| 18  |        | Ronald Gómez        |                   |            |
| 19  |        | Erick Rodríguez     |                   |            |
| 20  | TM     | Fernando Patterson  |                   |            |

### Martinique
Huấn luyện viên: Raymond Destin
| 0#0 | Vị trí | Cầu thủ                 | Ngày sinh và tuổi | Câu lạc bộ |
| --- | ------ | ----------------------- | ----------------- | ---------- |
| 1   |        | Mark Lagier             |                   |            |
| 2   |        | Patrick Antonin         |                   |            |
| 4   |        | Maurice Narcisse        |                   |            |
| 5   |        | Thierry Tinmar          |                   |            |
| 7   |        | Jean-Michael Modestin   |                   |            |
| 8   |        | Muriel Valide           |                   |            |
| 9   |        | Georges Gertrude        |                   |            |
| 10  |        | Jean-Pierre Honore      |                   |            |
| 11  |        | Charles-Édouard Coridon |                   |            |
| 12  |        | Dominique Zaire         |                   |            |
| 13  |        | Jean-Hubert Sophie      |                   |            |
| 14  |        | Daniel Borval           |                   |            |
| 15  |        | Jean-Marc Emica         |                   |            |
| 16  |        | Anglebert Bellemere     |                   |            |
| 17  |        | Philibert Carole        |                   |            |
| 18  |        | Thierry Fondelot        |                   |            |

### Mexico
Huấn luyện viên: Miguel Mejía Barón
| 0#0 | Vị trí | Cầu thủ                      | Ngày sinh và tuổi | Câu lạc bộ |
| --- | ------ | ---------------------------- | ----------------- | ---------- |
| 1   |        | Jorge Campos                 |                   |            |
| 2   |        | Claudio Suárez               |                   |            |
| 3   |        | Juan de Dios Ramírez Perales |                   |            |
| 4   |        | Ignacio Ambriz               |                   |            |
| 5   |        | Ramón Ramírez                |                   |            |
| 6   |        | Juan Hernández               |                   |            |
| 7   |        | Abraham Nava                 |                   |            |
| 8   |        | Alberto Coyote               |                   |            |
| 9   |        | Luis Miguel Salvador         |                   |            |
| 10  |        | Octavio Mora                 |                   |            |
| 11  |        | Luis Roberto Alves           |                   |            |
| 12  |        | Alejandro García             |                   |            |
| 13  |        | Ricardo Cadena               |                   |            |
| 14  |        | José Luis Montes de Oca      |                   |            |
| 15  |        | Carlos Turrubiates           |                   |            |
| 16  |        | Juan Carlos Chávez           |                   |            |
| 17  |        | José Antonio Noriega         |                   |            |
| 18  |        | Guillermo Cantú              |                   |            |
| 19  |        | Joaquín Del Olmo             |                   |            |
| 20  |        | Jorge Rodríguez              |                   |            |